# 杰茜卡·塞维克
杰茜卡·塞维克（英語：Jessica Sevick，1989年7月15日—），加拿大女子赛艇运动员，2019年泛美运动会女子单人双桨金牌得主、2022年世界赛艇锦标赛女子八人单桨有舵手铜牌得主、2024年夏季奥林匹克运动会女子八人单桨有舵手银牌得主。